# Zapiski Obshchestva Ispytatelei Prirody, Osnovannogo Pri Imperatorskom Moskovskom Universitetĕ
Zapiski Obshchestva Ispytatelei Prirody, Osnovannogo Pri Imperatorskom Moskovskom Universitetĕ (abreviado Zap. Obshch. Isp. Prir. Imp. Moskovsk. Univ.) fue una revista con ilustraciones y descripciones botánicas que fue editada en Moscú en el año 1806. Fue reemplazada por Mémoires de la Société Impériale des Naturalistes Moscou.